# Тулунад

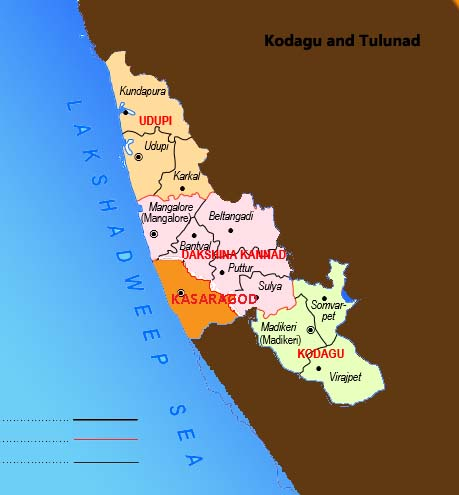
Тулунад и Кодава

Тулунад — это регион на юго-западном побережье Индии, в штатах Карнатака и Керала. Исторически Тулунад лежал между рекой Гангавали на севере и рекой Чандрагири на юге. Ныне он включает в себя округа Южная Каннада и Удипи, штат Карнатака, а также северную часть округа Касарагод, до реки Чандрагири, штат Керала. Народ тулу, также известный как тулува, говорящий на дравидийском языке тулу, является преобладающим народом этой области. Население региона, по данным на 2011 год, составляет 4 574 385 человек, площадь — 10 432 квадратных километров. Самый большой город Тулунада — Мангалур.

## История
Согласно древнетамильской литературе, Тулунад входил в состав Тамилакама — земли древних тамилов. Связь Тулунада с остальным Тамилакамом нарушилась приблизительно в IV веке, после вторжения династии Кадамба из нынешней Карнатаки на северные земли государства Чера.
С середины V по начало XV века регионом правила династия Алупы.

## Движение за отдельный штат
Существует движение за провозглашение Тулунада отдельным штатом. Учитывая, что Телангана смогла добиться отделения от штата Андхра-Прадеш, у Тулунада тоже есть шансы на успех.